# 褥瘡
褥瘡（じょくそう、英: Bedsore, Pressure sore, Pressure ulcer、羅: Decubitus ulcer）は、臨床的には、患者が長期にわたり同じ体勢で寝たきり等になった場合、体と支持面（多くはベッド）との接触局所で血行が不全となって、周辺組織に壊死を起こすものをいう。一般には床ずれ（とこずれ）とも呼ばれる。「褥創」と書かれることもあるが、日本褥瘡学会は、「創」の字が局所的な創傷を表すのに対し「瘡」の字が全身的な病態を表すとして、後者の使用を推奨している。
褥瘡は偶発性（または突発性）褥瘡と尋常性褥瘡に大別して考察される。前者は健康な個体に一時的な外力が加わって形成されるものとされ、その負荷が除去されれば速やかに治癒が得られるものである。これに対し後者は慢性的に経過し難治であり、そのような治癒遷延をきたすなんらかの要因を持つ患者群に好発・集積する傾向のあるものを言う。以下で考察するのは、主として後者であるが、その前提として正しい鑑別診断が行なわれていることが必須である。

## 発生病理
多くは下記好発部位に示すように、人体の生理的な骨性隆起部周辺の皮膚・軟部組織に圧迫・伸張・摩擦が外力によって生じ、その結果、組織の微小循環が不全となって壊死が起こり、その部の組織欠損・皮膚潰瘍を生じたものである。

## 原因
褥瘡の原因としては外的因子と内的因子に大別される。

### 外的因子
外的因子は、外力に対して組織内部に発生する内力としての応力が主たるものである。
身体とベッドなど支持面との接触部分にかかる応力は2つに分けて考察される。
- 組織に垂直に作用する圧力（いわゆる「体圧」）に対して生ずる圧縮応力
- 組織と支持面の間の摩擦・ずれにより生じる引っ張り応力・剪断応力

### 内的因子
内的因子は、加齢、低栄養、麻痺、乾皮症などの皮膚の状態など多岐にわたる。
- 通常行われる検査は、血液像（特に貧血の有無）、血清アルブミン、血中の亜鉛の定量などで、低栄養がある場合はその改善を図るべきである。

## 予防
褥瘡は、やむを得ない発生事例もあるとはいえ、予防の余地の大きい疾患である。
- 褥瘡のケアの基本は、除・減圧（支持面の調整と体位変換）、皮膚面の保湿と保清（清潔）、栄養管理が主体となる。入浴（不能な場合はせめて足浴）は創の有無を問わずおおいに推奨される。また、水出納の管理（脱水予防）も含め、近時では管理栄養士の役割が飛躍的に重要となっている。他に重要な関連職種として、薬剤師、リハビリテーション療法士があげられる。
- 褥瘡が起こりやすい人を評価し発生の予測を行なう目的で、ブレーデンスケール（米国式）・OHスケール（大浦・堀田による）・K式スケール（金沢大学式褥瘡発生予測尺度）などが用いられている。
- 体圧分散寝具を使用する。メディカルムートン（羊毛皮）・ウレタンフォーム（単独・複合）マット・エアマット（圧切換型・静止型）・ウォーターマット・高機能寝台（自動体位変換）などがある。
- 定期的に十分な体位変換を行う。2時間ごとが基本とされるが、最近では上記の体圧分散寝具を使用した上で、4時間あるいはそれ以上の間隔で行なわれる場合もある。最近では褥瘡などの創傷治癒に特化した皮膚・排泄ケア認定看護師がいる。また日本褥瘡学会では独自に褥瘡認定師の制度を2007年から発足させている。

## 好発部位

- 仰臥位：後頭部、肩甲骨部、肋骨角部、脊柱棘突起部、仙尾・仙腸部、踵骨部
- 側臥位：:側頭部、耳介、肩峰部、肩甲骨部、肋骨角部、腸骨稜部、大転子部、腓骨頭部、内・外踝部
- 座位・車椅子移乗時：尾骨部、坐骨部

## 評価
一般にDESIGN（デザイン）分類が使われる。この分類は、定性的な重症度評価のための尺度（D：深さ・E：浸出液の多寡・S：大きさ・I：感染の有無・G：肉芽組織の性状・N：壊死組織の有無 に加えて、P：ポケットの有無の6項目で評価するもの）と上記6項目に半定量的に評点を付加する経過評価用尺度の2者で構成されている。従来の2002年版と、評点に重みを入れたDESIGN-Rと呼ばれる2008年版の評価方法の2種類がある。詳細は褥瘡学会HPを参照されたい。

## 進行度による分類

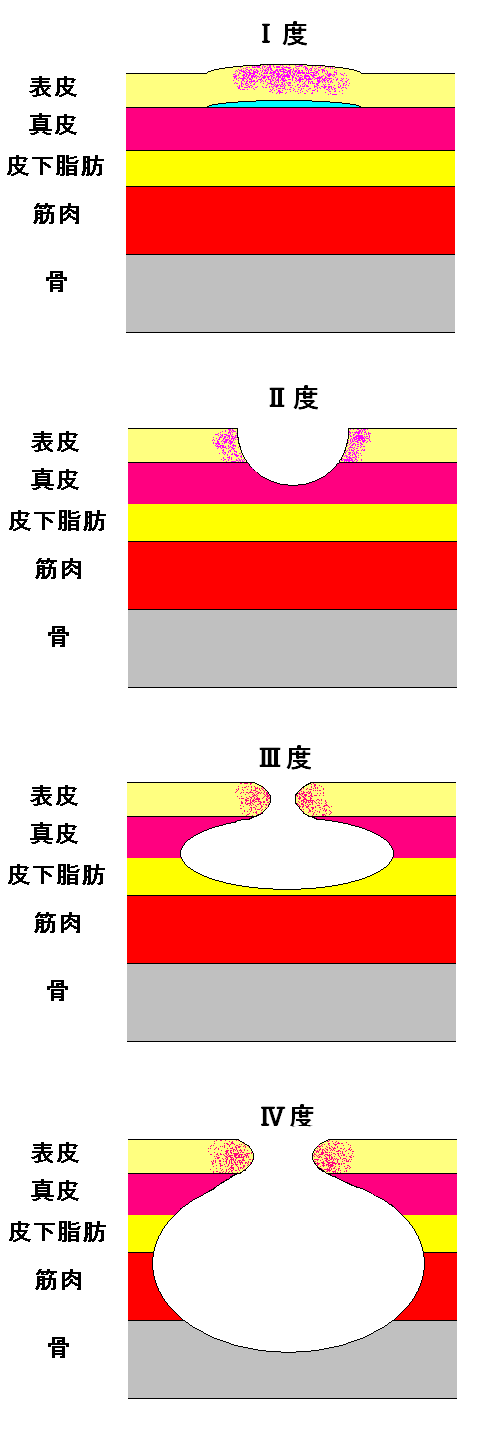
褥瘡の進行度による分類

多くの実地医家では深達度のみによる分類法である全米褥瘡諮問委員会（National Pressure Ulcer Advisory Panel、NPUAP）の定めた病期（ステージ）分類かShea氏分類（グレード）が使用されている。一般的に治療に関してはShea分類が、予防に関してはNPUAP分類が用いられることが多い。以下に示すのはNPUAP分類（2007年改訂版）によるものである。
DTI疑い
圧力および/またはせん断力によって生じる皮下軟部組織の損傷に起因する、限局性の紫または栗色の皮膚変色、または血疱。
I度
傷害が表皮にとどまっている状態。局所の発赤（紅斑）、表皮剥離（びらん）である。
II度
傷害が真皮に及び、真皮までの皮膚欠損（＝皮膚潰瘍）が生じている状態。水疱が形成されることもあり、壊死組織の付着や細菌感染が生じやすい。
III度
皮下組織に達する欠損が生じている状態。
IV度
筋肉や骨まで損傷された状態。骨が壊死して腐骨（ふこつ）となったり、骨髄炎や敗血症を併発することもある。
U
深さ判定が不能な場合。

## 治療
治療は創の状態により外用薬と被覆材（ドレッシング）による保存的治療や外科手術が主として行われる。
乾燥は創治癒を阻害する。そのため病変部は毎日洗浄し、フィルムなどを使い湿潤を保つ。
- 炎症除去と皮膚局所の血行改善に努める。炎症除去にはステロイド外用剤が使われることもある。血行改善といっても、褥瘡部位の組織・血管は脆弱化していると考えねばならず、創局所のマッサージやドライヤーなどによる加熱・乾燥は禁忌である。
- 表皮にびらん・潰瘍が生じた場合には、創の乾燥を防ぎ湿潤環境を保持する治療である湿潤療法 (moist wound healing) が創治癒の基本である。この目的のためには、創傷被覆材による創面保護が一般的に第一選択である。ただし、感染や壊死組織がある場合にはその管理を優先させる。
- 湿潤療法以外の治療としては、肉芽形成・上皮化促進のため外用剤が使用される。ただし同様に、感染や壊死組織がある場合はその治療を優先させる。
- 水疱は疱蓋のむやみな破壊を避けるのが原則であるが、実際には臥床生活の中で自然に破壊されてしまうことがしばしばである。このため清潔に小孔を開け水疱液を排出（穿刺）することも考慮してよい。
- 創はまず洗浄を定期的に（毎日）行なう必要がある。洗浄は、創周囲をむしろ主に、薬用石鹸等を使用して愛護的に行ない、生理食塩水や水道水などでよくすすぐようにする。
- 皮膚潰瘍内に壊死組織がある場合には壊死組織の除去が必要である。壊死組織の除去には、綿球やガーゼを用いて水洗したり、外科的切除（デブリードマン）やタンパク質分解酵素の軟膏処置などが行なわれる。
- 創に感染がある場合には、消毒を行うことがある。消毒にはポビドンヨードや、グルコン酸クロルヘキシジンなどが用いられるが、細菌感染がなければ消毒の必要はない。感染による発熱などの全身症状には抗生剤等の治療を行う。
- 損傷部位がポケット状になっている場合には、可及的早期に皮膚切開（ポケット開放）や外科手術を行う。感染があり膿貯留が見られる場合は十分な排膿を行なう。
- 壊死した筋などの軟部組織や腐骨となった部分は可及的に切除（デブリードマン）する。すでに全身状態が悪い場合はデブリードマンや創閉鎖術の適応とならないことも多い。

## 医療関連機器褥瘡（MDRPU）
医療機器に起因する褥瘡を、医療関連機器褥瘡という。日本褥瘡学会による定義は以下の通りである。
医療関連機器による圧迫で生じる皮膚ないし下床の組織損傷であり、厳密には従来の褥瘡すなわち自重関連褥瘡（self load related pressure ulcer）と区別されるが、ともに圧迫創傷であり広い意味では褥瘡の範疇に属する。なお、尿道、消化管、気道等の粘膜に発生する創傷は含めない。—日本褥瘡学会学術委員会・用語委員会による第1回、第2回コンセンサスシンポジウム
旧称は医療関連機器圧迫創傷であったが、2023年に日本褥瘡学会は医療関連機器褥瘡と変更した。英語圏のMDRPU (Medical Device Related Pressure Ulcer)とMDRPI (Medical Device Related Pressure Injury)の両方を含むものとされる。
ここでいう医療機器には、診断、治療、予防などで使用されるあらゆる機械、器具が含まれる。

## 症例

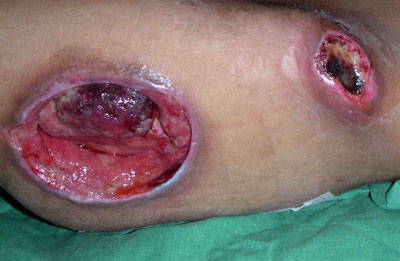

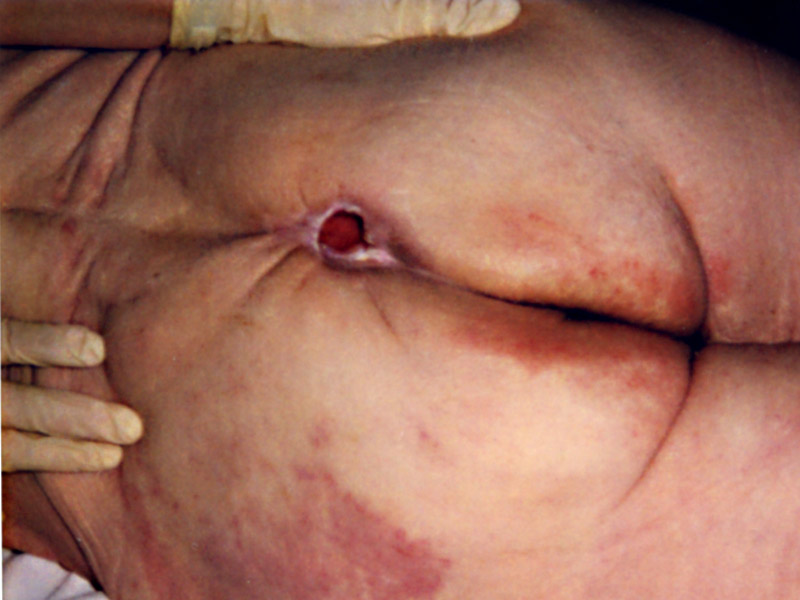

## 関連人物
- 木林身江子